# Attila (operă)

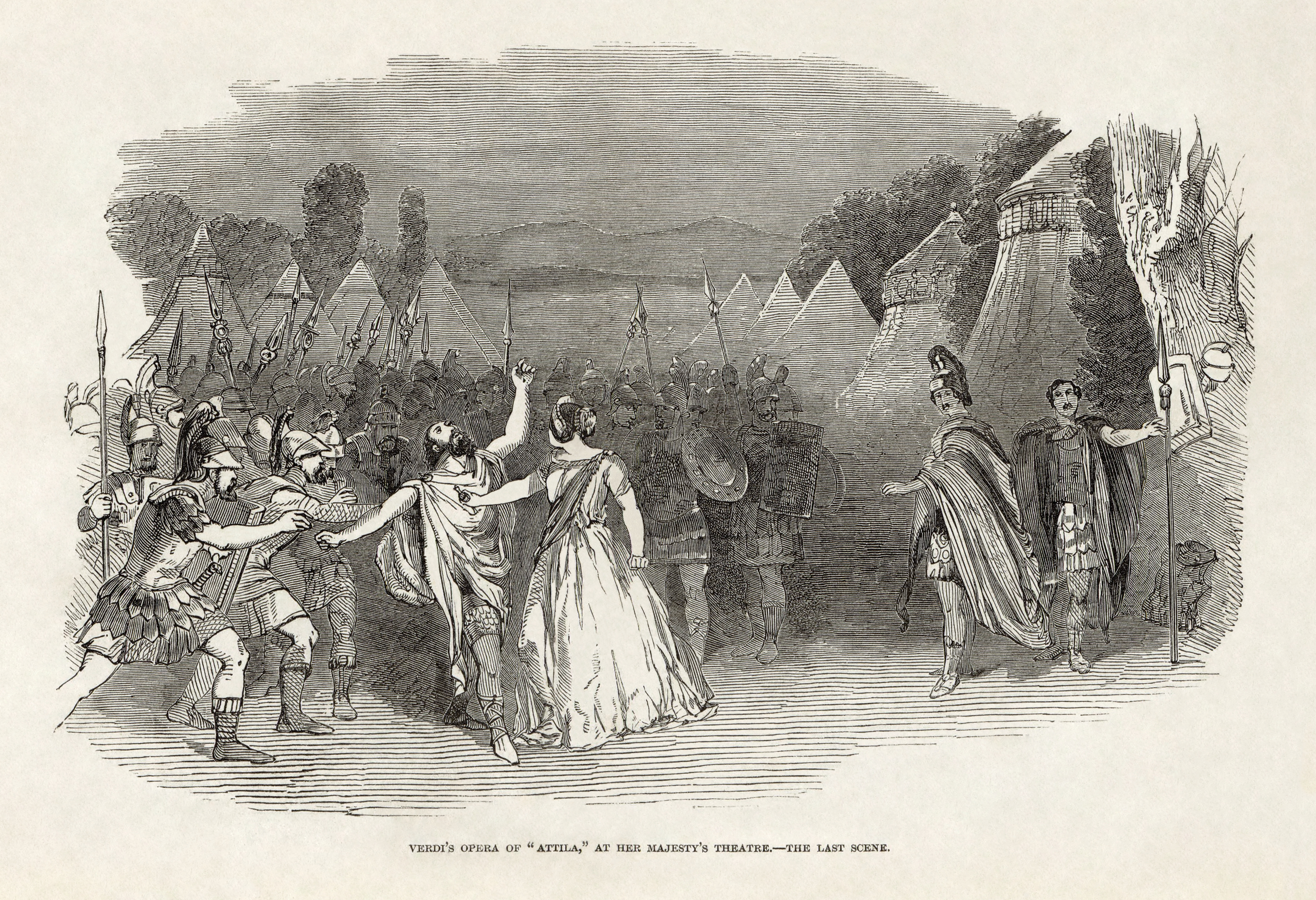
Scenă din opera Attila de Verdi la Teatrul Her Majesty's, Londra, din The Illustrated London News (15 aprilie 1848).

Attila (titlul original: în italiană Attila) este o operă (tragedie lirică) cu un prolog și trei acte de Giuseppe Verdi, după un libret de Temistocle Solera și Francesco Maria Piave (bazat pe drama Attila, König der Hunnen de Zacharias Werner). A fost cea de a noua operă compusă de Giuseppe Verdi.
Premiera operei a avut loc la Teatro La Fenice din Veneția, în ziua de 17 martie 1846.
Durata operei: cca 110 minute. 
Locurile și perioada de desfășurare a acțiunii: Aquileia (Italia) și împrejurimile Romei, în anii 452-453.

## Personajele principale
- Attila, regele Hunilor, personaj istoric real (bas)
- Ezio (Flavius Aetius), general roman, personaj istoric real (bariton)
- Odabella, fiica domnitorului local din Aquileia (soprană)
- Foresto, cavaler din Aquileia (tenor)
- Uldino, un tânăr breton, sclavul lui Attila (tenor)
- Leone (Papa Leon I cel Mare), personaj istoric real (bas)
- războinici romani și huni, soldați, preoți și preotese, druizi, prizonieri, sclavi, popor [2]

## Prolog
Acțiunea operei se desfășoară în Aquileia, în lagunele adriatice și în preajma Romei, la mijlocul secolului al V-lea. Regele hunilor Attila cucerește Aquileia, îl ucide pe domnitorul orașului și se pregătește ca, de aici, să atace Roma. Odabella, fiica domnitorului orașului ucis de Attila, îl impresionează pe acesta prin curajul și frumusețea ei. Attila în face curte. Mândra Odabella dorește însă să se răzbune pe asasinul tatălui ei. Atât generalul roman Ezio, cât și cavalerul Foresto, iubitul Odabellei, precum și însăși Odabella doresc, chiar dacă din diferite motive, eliberarea patriei de sub jugul hun. Identic biblicei Iudita, Odabella îl înjunghie pe Attila.